# Reprezentacja Serbii na Mistrzostwach Świata w Wioślarstwie 2009
Reprezentacja Serbii na Mistrzostwach Świata w Wioślarstwie 2009 liczyła 9 sportowców. Najlepszym wynikiem było 3. miejsce w dwójce bez sternika wagi lekkiej mężczyzn.

## Medale

### Złote medale
Brak

### Srebrne medale
Brak

### Brązowe medale
dwójka bez sternika wagi lekkiej (LM2-): Nenad Babović, Miloš Tomić

## Wyniki

### Konkurencje mężczyzn
- dwójka bez sternika (M2-): Goran Jagar, Nikola Stojić – 8. miejsce
- dwójka podwójna (M2x): Marko Marjanović, Dušan Bogićević – 6. miejsce
- dwójka podwójna wagi lekkiej (LM2x): Nemanja Nešić, Miloš Stanojević – 9. miejsce
- dwójka bez sternika wagi lekkiej (LM2-): Nenad Babović, Miloš Tomić – 3. miejsce

### Konkurencje kobiet
- jedynka (W1x): Iva Obradović – 7. miejsce